# Clara Espar
Clara Espar Llaquet (ur. 29 września 1994 w Barcelonie) – hiszpańska piłkarka wodna grająca na pozycji środkowego obrońcy, reprezentantka Hiszpanii, wicemistrzyni olimpijska z Tokio w 2021, wicemistrzyni świata oraz mistrzyni Europy.

## Życie prywatne
Córka Xesco Espara - trenera piłkarzy ręcznych FC Barcelony. Studiowała turystykę na Uniwersytecie Autonomicznym w Barcelonie. Jej siostra Anna również jest waterpolistką i reprezentantką Hiszpanii.

## Kariera reprezentacyjna
Od 2013 reprezentuje Hiszpanię na zawodach międzynarodowych. Z reprezentacją uzyskała następujące wyniki:
| Rok  | Impreza                                | Miejsce        | Pozycja    |      |                                                 |       |            |
| ---- | -------------------------------------- | -------------- | ---------- | ---- | ----------------------------------------------- | ----- | ---------- |
| Rok  | Impreza                                | Miejsce        | Pozycja    | 2013 | Mistrzostwa Świata Juniorek w Piłce Wodnej 2013 | Wolos | 2. miejsce |
| 2015 | Mistrzostwa Świata w Pływaniu 2015     | Kazań          | 7. miejsce |      |                                                 |       |            |
| 2016 | Letnie Igrzyska Olimpijskie 2016       | Rio de Janeiro | 5. miejsce |      |                                                 |       |            |
| 2017 | Mistrzostwa Świata w Pływaniu 2017     | Budapeszt      | 2. miejsce |      |                                                 |       |            |
| 2018 | Mistrzostwa Europy w Piłce Wodnej 2018 | Barcelona      | 3. miejsce |      |                                                 |       |            |
| 2019 | Mistrzostwa Świata w Pływaniu 2019     | Gwangju        | 2. miejsce |      |                                                 |       |            |
| 2020 | Mistrzostwa Europy w Piłce Wodnej 2020 | Budapeszt      | 1. miejsce |      |                                                 |       |            |
| 2021 | Letnie Igrzyska Olimpijskie 2020       | Tokio          | 2. miejsce |      |                                                 |       |            |